# Magnolfi (cognome)
Magnolfi è un cognome di lingua italiana.

## Varianti
Mainolfi, Mainoli, Mainulfo, Minoli.

## Origine e diffusione
Il cognome è tipicamente toscano.
Potrebbe derivare dai prenomi Magnolfo e Mainolfo.
La variante Mainolfi copre lo stesso areale; Minoli è centro-settentrionale.

## Persone
- Barbara Magnolfi – attrice italiana
- Beatrice Maria Magnolfi – politica italiana
- Gaetano Magnolfi – imprenditore italiano